# روژه کورتوا
روژه کورتوا (فرانسوی: Roger Courtois‎؛ زاده ۳۰ مهٔ ۱۹۱۲ - درگذشته ۵ مه ۱۹۷۲) بازیکن فوتبال و سرمربی فوتبال اهل فرانسه بود که بین سال‌های ۱۹۳۳ تا ۱۹۴۷ میلادی عضو تیم ملی فوتبال فرانسه بوده‌است. وی در ۲۲ بازی ملی حضور داشت و در بازی‌های ملی‌اش ۱۰ گل به ثمر رساند.